# Sohail Khan

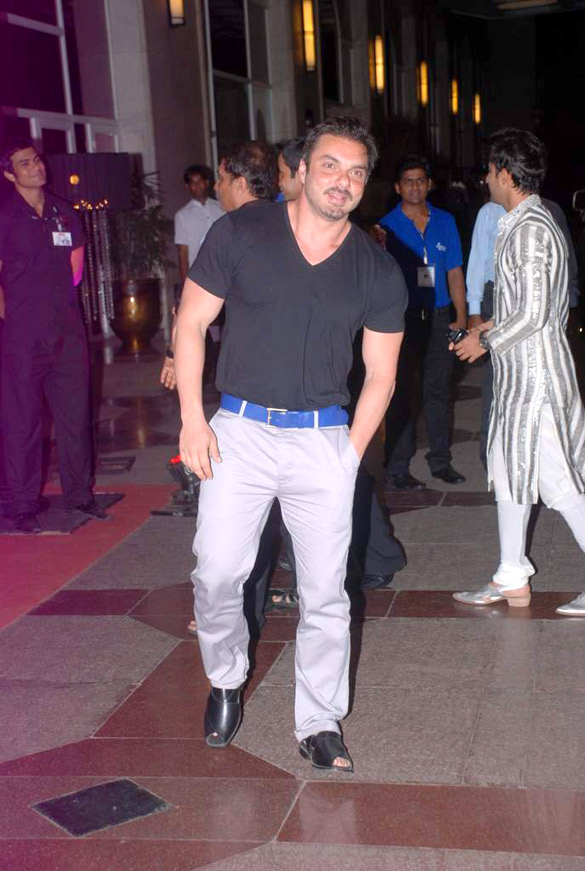
Sohail Khan, 2012

Sohail Khan (Marathi: सोहेल ख़ान, Sohel Khān; * 20. Dezember 1970 in Mumbai, Maharashtra) ist ein indischer Bollywood-Schauspieler, Regisseur und Filmproduzent. Er ist der jüngere Bruder von Salman Khan.

## Biographie
Sohail Khan wurde in einer Familie mit starken Verbindungen zur Hindi-Filmindustrie geboren. Sein Vater ist der Drehbuchautor Salim Khan und seine Mutter ist Salma Khan, während seine Stiefmutter Tänzerin und Bollywood-Schauspielerin Helen ist. Seine älteren Brüder sind die Schauspieler Arbaaz Khan und Salman Khan. Seine Schwester Alvira Khan ist mit Bollywoodschauspieler Atul Agnihotri verheiratet, während seine jüngere Schwester Arpita Khan Sneha Ullal für seinen Film Lucky: No Time for Love „entdeckte“, den er mit seiner Produktionsfirma „Sohail Khan Production“ produzierte. Er ist verheiratet und hat zwei Söhne namens Nirvan Khan and Yohan Khan.
Im Jahr 2005 ging er nicht nur wegen seines Films Maine Pyaar Kyun Kiya – Warum habe ich mich verliebt? durch die Medien, sondern auch, weil er angeblich Sikander Kher, Anupam Khers Sohn tätlich angegriffen hatte. Einem Interview zufolge war er „überrascht, darüber zu lesen, genau wie Sikander selbst.“

## Filmographie

### Schauspieler
- 2002: Maine Dil Tujhko Diya
- 2003: Darna Mana Hai
- 2004: Lakeer - Forbidden Lines
- 2004: I... Proud to Be an Indian
- 2004: Krishna Cottage
- 2005: Maine Pyaar Kyun Kiya – Warum habe ich mich verliebt?
- 2006: Aryan
- 2006: Fight Club
- 2007: Salaam-e-Ishq
- 2008: God Tussi Great Ho
- 2008: Heroes
- 2008: Du liebst mich, du liebst mich nicht
- 2009: Do Knot Disturb
- 2009: Main Aurr Mrs Khanna
- 2010: Veer – Die Liebe eines Kriegers (Veer)
- 2017: Tubelight

### Produzent
- 1998: Pyaar Kiya To Darna Kya
- 1999: Hello Brother
- 2002: Maine Dil Tujhko Diya
- 2004: I... Proud to Be an Indian
- 2005: Lucky: No Time for Love
- 2005: Maine Pyaar Kyun Kiya – Warum habe ich mich verliebt?
- 2006: Fight Club

### Drehbuch
- 1998: Pyaar Kiya To Darna Kya
- 1999: Hello Brother
- 2006: Fight Club

### Regisseur
- 1997: Auzaar
- 1998: Pyaar Kiya To Darna Kya
- 1999: Hello Brother
- 2002: Maine Dil Tujhko Diya